# Mycale bellabellensis
Mycale bellabellensis är en svampdjursart som först beskrevs av Lawrence Morris Lambe 1905.  Mycale bellabellensis ingår i släktet Mycale och familjen Mycalidae. Inga underarter finns listade i Catalogue of Life.